# Gemma Claudia

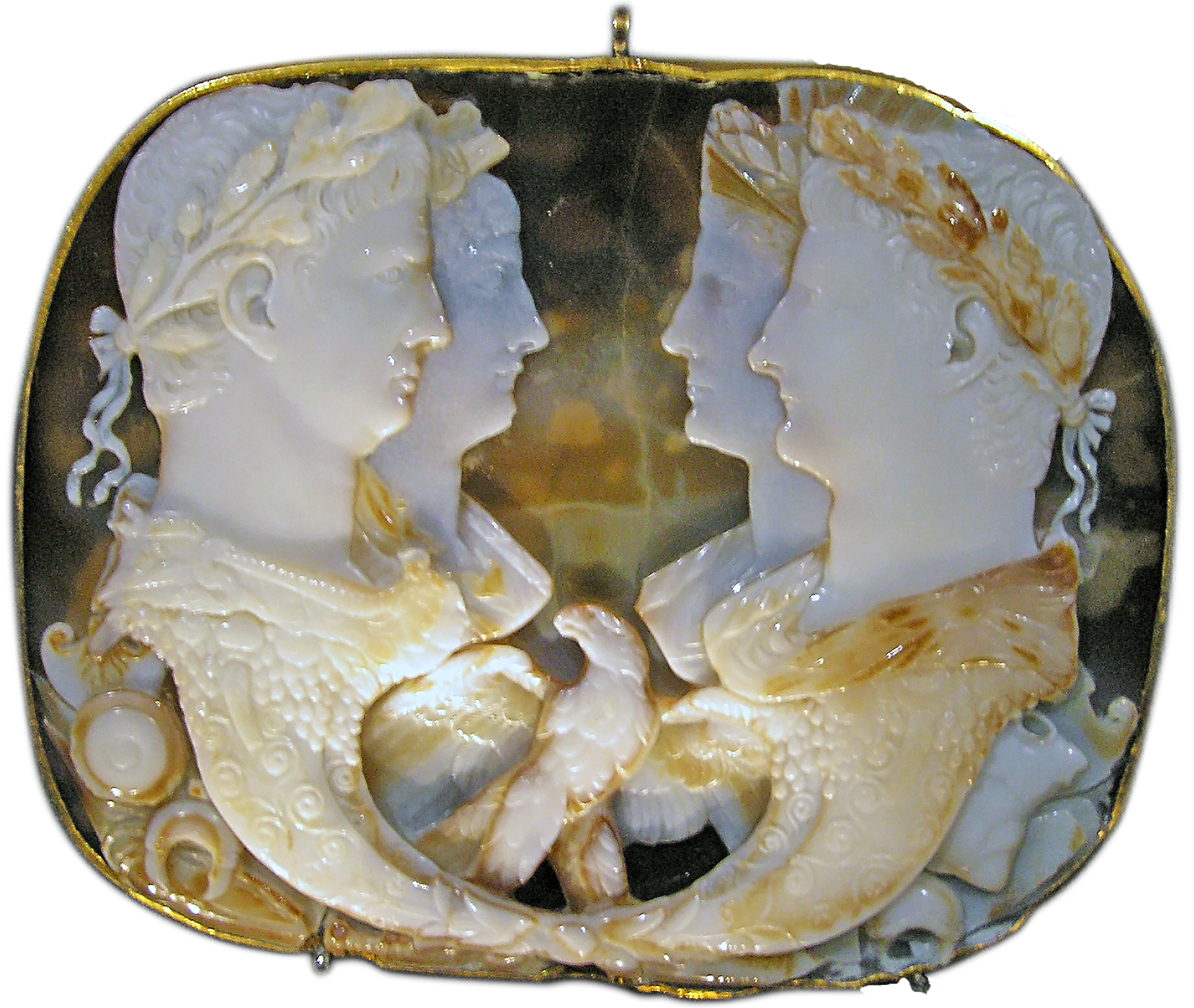
Gemma Claudia

Gemma Claudia – rzymska kamea wykonana z sardonyksu, o wymiarach 15,2×12 cm, datowana na połowę I wieku n.e. Przedstawia dwie pary popiersi zwróconych ku sobie, na czterech rogach obfitości i z orłem pośrodku. Prawdopodobnie z jednej strony ukazuje Klaudiusza z Agrypiną Młodszą lub Messaliną, a naprzeciwko Germanika i Agrypinę Starszą lub Druzusa Starszego i Antonię Młodszą albo Tyberiusza i Liwię Druzyllę. Obecnie znajduje się w Muzeum Historii Sztuki w Wiedniu.